# 七小町

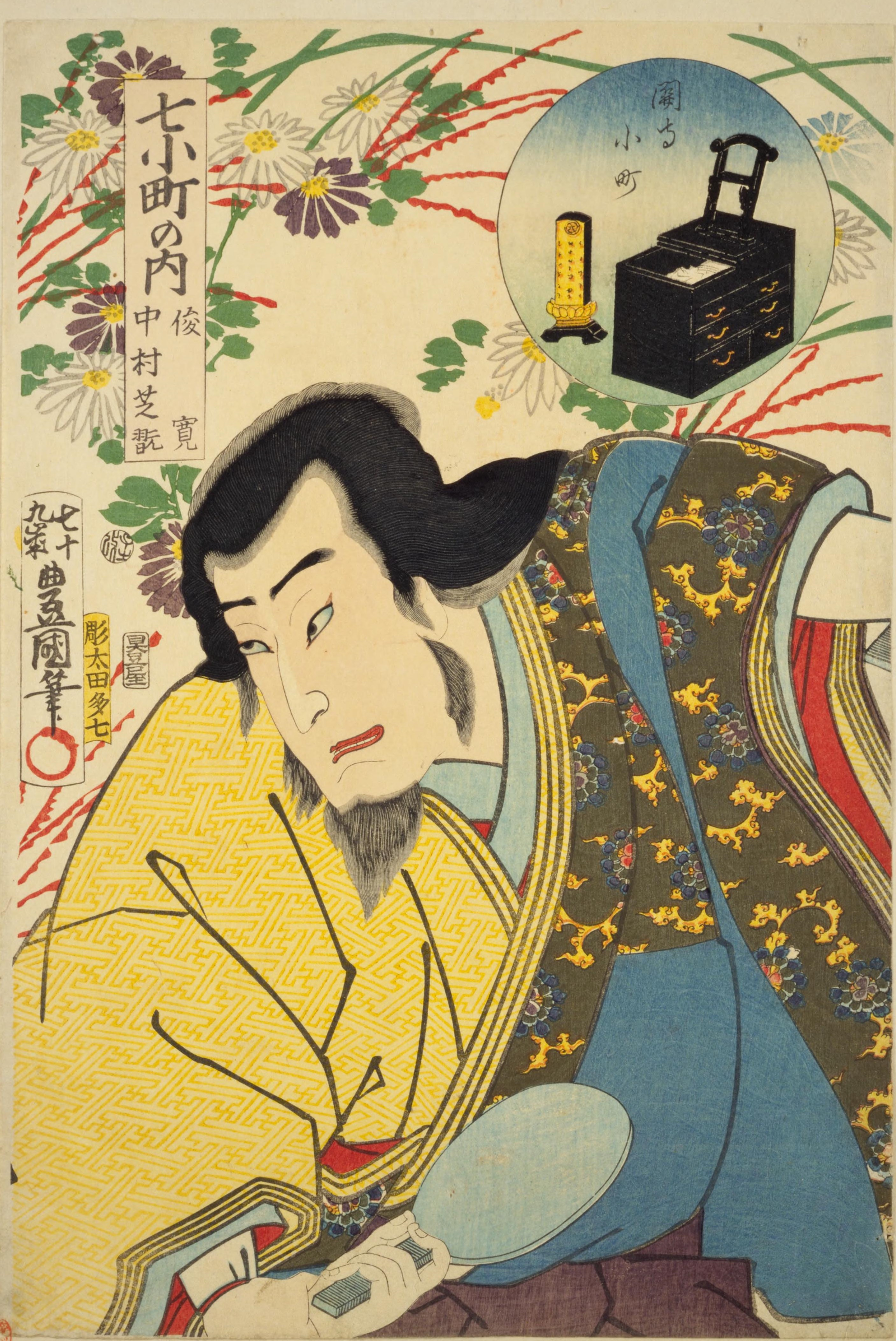
七小町の内 関寺小町　俊寛 中村芝翫

七小町（ななこまち）とは、小野小町を題にした七つの謡曲（能楽作品）の総称。以下の通りである。
- 関寺小町
- 鸚鵡小町
- 卒都婆小町
- 通小町
- 草子洗小町
- 雨乞小町（高安小町）
- 清水小町

また地歌にはこれらの謡曲に関連する七小町という曲がある。